# Marcelovský park
Marcelovský park je chráněný areál v katastrálním území obce Marcelová v okrese Komárno v Nitranském kraji na Slovensku. Území bylo vyhlášeno v roce 1981 a jeho rozloha je 2,16 hektaru. Předmětem ochrany je historický park ve vesnici.